# زواج وايكيكي (فلم)
زواج وايكيكي (بالإنجليزية: Waikiki Wedding) هو فيلم تم إنتاجه في الولايات المتحدة وصدر في سنة 1937.

## ترشيحات وجوائز
| السنة | الحدث  | الفئة      | النتيجة  |
| ----- | ------ | ---------- | -------- |
|       | أوسكار | أفضل أغنية | فـــــوز |

## روابط خارجية
- زواج وايكيكي على موقع IMDb (الإنجليزية)
- زواج وايكيكي على موقع روتن توميتوز (الإنجليزية)
- زواج وايكيكي على موقع نتفليكس (الإنجليزية)
- زواج وايكيكي على موقع ألو سيني (الفرنسية)
- زواج وايكيكي على موقع Turner Classic Movies (الإنجليزية)
- زواج وايكيكي على موقع أول موفي (الإنجليزية)
- زواج وايكيكي على موقع فيلمافينيتي (الإسبانية)
- زواج وايكيكي على موقع قاعدة بيانات الأفلام السويدية (السويدية)
- زواج وايكيكي على موقع قاعدة بيانات الفيلم (الإنجليزية)
- زواج وايكيكي على موقع ليتربوكسد (الإنجليزية)